# Dendropsophus riveroi
Dendropsophus riveroi là một loài ếch thuộc họ Nhái bén.
Loài này có ở Bolivia, Brasil, Colombia, Ecuador, và Peru.
Môi trường sống tự nhiên của chúng là rừng ẩm vùng đất thấp nhiệt đới hoặc cận nhiệt đới, đầm lầy, đầm nước ngọt có nước theo mùa, vùng đồng cỏ, vườn nông thôn, và rừng thoái hóa nghiêm trọng.